# Coupe continentale féminine de beach-volley 2010-2012 (Asie-Océanie)
Pour un article plus général, voir Coupe continentale de beach volley féminin 2010-2012.
37 pays se disputent la place qualificative pour les Jeux olympiques 2012.

## Pays participants
| Asie de l’Est                                           | Asie du Sud-Est                                                  | Océanie | Asie de l’Ouest                                    | Asie centrale                                       |
| ------------------------------------------------------- | ---------------------------------------------------------------- | --- | -------------------------------------------------- | --------------------------------------------------- |
| Chine Taipei chinois Corée du Sud Hong Kong Japon Macao | Indonésie Laos Malaisie Philippines Singapour Thaïlande Viêt Nam | Australie Fidji Guam Îles Cook Îles Mariannes du Nord Nouvelle-Zélande Papouasie-Nouvelle-Guinée Samoa Samoa américaines Îles Salomon Tonga Vanuatu | Bahreïn Émirats arabes unis Irak Koweït Oman Qatar | Afghanistan Inde Iran Kazakhstan Maldives Sri Lanka |

## Format de la compétition

### Phase de sous-zone
Un (Ouest), deux (Est, Sud-Est et Centre) ou trois (Océanie) groupes de 3 à 5 équipes sont formés dans chaque zone. Les groupes de 3 équipes se jouent sous la forme d’un round robin, alors que les groupes de 4 ou 5 équipes disputent un tournoi à élimination directe. Les deux premiers de chaque groupe sont qualifiés pour la phase de zone, à l’exception du groupe de la zone Ouest ou les trois premières équipes sont qualifiées pour la finale continentale.

### Phase de zone
1 groupe de 4 à 6 équipes est formé dans chaque zone, à l’exception de la zone Ouest. Trois équipes de chaque groupe sont qualifiées pour la finale continentale.

### Finale continentale
Les 15 équipes qualifiées et l’organisateur disputent un tournoi à élimination directe. Les équipes ayant déjà acquis deux places pour les JO par le classement mondial concourent dans un tableau séparé des équipes ayant acquis une ou aucune place par ce classement. Les vainqueurs des deux tableaux se rencontrent ensuite pour déterminer le qualifié pour la finale mondiale de la coupe. Le vainqueur du second tableau est qualifié pour les Jeux olympiques, les deux équipes suivantes sont qualifiées pour le tournoi international de qualification olympique.

## Sous-zone

### Composition des groupes
| Asie de l’Est                              | Asie de l’Est                               | Asie du Sud-Est                            | Asie du Sud-Est                                       | Océanie                                                                                          | Océanie                                      | Océanie                                                              | Asie de l’Ouest                                                 | Asie centrale                          | Asie centrale                           |
| Groupe 1                                   | Groupe 2                                    | Groupe 1                                   | Groupe 2                                              | Groupe 1                                                                                         | Groupe 2 - Mélanésie                         | Groupe 3 - Polynésie                                                 | Groupe 1                                                        | Groupe 1                               | Groupe 2                                |
| ------------------------------------------ | ------------------------------------------- | ------------------------------------------ | ----------------------------------------------------- | ------------------------------------------------------------------------------------------------ | -------------------------------------------- | -------------------------------------------------------------------- | --------------------------------------------------------------- | -------------------------------------- | --------------------------------------- |
| Lieu : Haikou Chine Corée du Sud Hong Kong | Lieu : Kaoshiung Japon Taipei chinois Macao | Lieu : Phetchaburi Laos Thaïlande Viêt Nam | Lieu : Batam Indonésie Malaisie Philippines Singapour | Lieu : ( Îles Mariannes du Nord) Australie Guam Îles Mariannes du Nord Papouasie-Nouvelle-Guinée | Lieu : ( Vanuatu) Fidji Îles Salomon Vanuatu | Lieu : Apia Îles Cook Nouvelle-Zélande Samoa Samoa américaines Tonga | Lieu : Ajman Bahreïn Émirats arabes unis Irak Koweït Oman Qatar | Lieu : Chennai Inde Maldives Sri Lanka | Lieu : Kish Iran Kazakhstan Afghanistan |

### Asie de l’Est

#### Groupe 1
| # | Équipe       | Pts | J | G | P | Sp | Sc | Ratio | Pp | Pc | Ratio |  | Résultats (dom.\ext.) |     |     |     |
| - | ------------ | --- | - | - | - | -- | -- | ----- | -- | -- | ----- |  | --------------------- | --- | --- | --- |
| 1 | Chine        | 4   | 2 | 2 | 0 | 8  | 0  | MAX   | 16 | 0  |       |  | Chine                 |     | 4-0 | 4-0 |
| 2 | Hong Kong    | 3   | 2 | 1 | 1 | 4  | 4  | 1     | 8  | 9  | 0.889 |  | Hong Kong             | 0-4 |     | 4-0 |
| 3 | Corée du Sud | 2   | 2 | 0 | 2 | 0  | 8  | 0     | 1  | 16 | 0.063 |  | Corée du Sud          | 0-4 | 0-4 |     |

#### Groupe 2
| # | Équipe         | Pts | J | G | P | Sp | Sc | Ratio | Pp | Pc | Ratio |  | Résultats (dom.\ext.) |     |     |     |
| - | -------------- | --- | - | - | - | -- | -- | ----- | -- | -- | ----- |  | --------------------- | --- | --- | --- |
| 1 | Japon          | 4   | 2 | 2 | 0 | 7  | 2  | 3.5   | 13 | 5  | 2.6   |  | Japon                 |     | 3-2 | 4-0 |
| 2 | Taipei chinois | 3   | 2 | 1 | 1 | 6  | 3  | 2     | 13 | 5  | 2.6   |  | Taipei chinois        | 2-3 |     | 4-0 |
| 3 | Macao          | 2   | 2 | 0 | 2 | 0  | 8  | 0     | 0  | 16 | 0     |  | Macao                 | 0-4 | 0-4 |     |

### Asie du Sud-Est

#### Groupe 1
| # | Équipe    | Pts | J | G | P | Sp | Sc | Ratio | Pp | Pc | Ratio |  | Résultats (dom.\ext.) |     |     |     |
| - | --------- | --- | - | - | - | -- | -- | ----- | -- | -- | ----- |  | --------------------- | --- | --- | --- |
| 1 | Thaïlande | 4   | 2 | 2 | 0 | 8  | 0  | MAX   | 16 | 2  | 8     |  | Thaïlande             |     | 4-0 | 4-0 |
| 2 | Viêt Nam  | 3   | 2 | 1 | 1 | 4  | 4  | 1     | 10 | 8  | 1.25  |  | Viêt Nam              | 0-4 |     | 4-0 |
| 3 | Laos      | 2   | 2 | 0 | 2 | 0  | 8  | 0     | 0  | 16 | 0     |  | Laos                  | 0-4 | 0-4 |     |

#### Groupe 2
| # | Équipe      | Pts | J | G | P | Sp | Sc | Ratio | Pp | Pc | Ratio |  | Résultats (dom.\ext.) |     |     |     |     |
| - | ----------- | --- | - | - | - | -- | -- | ----- | -- | -- | ----- |  | --------------------- | --- | --- | --- | --- |
| 1 | Malaisie    | 6   | 3 | 3 | 0 | 10 | 3  | 3.333 | 0  | 0  |       |  | Indonésie             |     | 3-2 | 3-1 | 4-0 |
| 2 | Indonésie   | 5   | 3 | 2 | 1 | 10 | 3  | 3.333 | 0  | 0  |       |  | Malaisie              | 2-3 |     | 4-0 | 4-0 |
| 3 | Philippines | 4   | 3 | 1 | 2 | 4  | 8  | 0.5   | 0  | 0  |       |  | Philippines           | 1-3 | 0-4 |     | 3-1 |
| 4 | Singapour   | 3   | 3 | 0 | 3 | 1  | 11 | 0.091 | 0  | 0  |       |  | Singapour             | 0-4 | 0-4 | 1-3 |     |

### Océanie

#### Groupe 1
1. Australie
2. Papouasie-Nouvelle-Guinée
3. Guam
4. Îles Mariannes du Nord

#### Groupe 2 - Mélanésie
1. Vanuatu
2. Fidji
3. Îles Salomon

#### Groupe 3 - Polynésie
| # | Équipe           | Pts | J | G | P | Sp | Sc | Ratio | Pp | Pc | Ratio |  | Résultats (dom.\ext.) |     |     |     |
| - | ---------------- | --- | - | - | - | -- | -- | ----- | -- | -- | ----- |  | --------------------- | --- | --- | --- |
| 1 | Nouvelle-Zélande | 4   | 2 | 2 | 0 | 8  | 0  | MAX   | 0  | 0  |       |  | Nouvelle-Zélande      |     | 4-0 | 4-0 |
| 2 | Samoa            | 3   | 2 | 1 | 1 | 4  | 4  | 1     | 0  | 0  |       |  | Samoa                 | 0-4 |     | 4-0 |
| 3 | Tonga            | 2   | 2 | 0 | 2 | 0  | 8  | 0     | 0  | 0  |       |  | Tonga                 | 0-4 | 0-4 |     |

Les Îles Cook et les Samoa américaines n’ont pas participé au tournoi.

### Asie centrale

#### Groupe 1
| # | Équipe    | Pts | J | G | P | Sp | Sc | Ratio | Pp | Pc | Ratio |  | Résultats (dom.\ext.) |     |     |     |
| - | --------- | --- | - | - | - | -- | -- | ----- | -- | -- | ----- |  | --------------------- | --- | --- | --- |
| 1 | Sri Lanka | 4   | 2 | 2 | 0 | 3  | 1  | 3     | 6  | 2  | 3     |  | Sri Lanka             |     | 2-1 | 1-0 |
| 2 | Inde      | 3   | 2 | 1 | 1 | 3  | 2  | 1.5   | 6  | 4  | 1.5   |  | Inde                  | 1-2 |     | 2-0 |
| 3 | Maldives  | 2   | 2 | 0 | 2 | 0  | 3  | 0     | 0  | 6  | 0     |  | Maldives              | 0-1 | 0-2 |     |

#### Groupe 2
1. Kazakhstan

L’Iran et l’Afghanistan n’ont pas participé au tournoi.

## Zone

### Composition des groupes
| Asie de l’Est                                                                                     | Asie du Sud-Est                                                                                   | Océanie | Asie centrale                                                                                   |
| ------------------------------------------------------------------------------------------------- | ------------------------------------------------------------------------------------------------- | --- | ----------------------------------------------------------------------------------------------- |
| Lieu : Nanning Chine (1er gr. 1) Japon (1er gr. 2) Hong Kong (2e gr. 1) Taipei chinois (2e gr. 2) | Lieu : Phuket Thaïlande (1er gr. 1) Malaisie (1er gr. 2) Viêt Nam (2e gr. 1) Indonésie (2e gr. 2) | Lieu : Mount Maunganui Australie (1er gr. 1) Nouvelle-Zélande (1er gr. 3) Vanuatu (1er gr. 2) Samoa (2e gr. 3) Fidji (2e gr. 2) Papouasie-Nouvelle-Guinée (2e gr. 1) | Lieu : Negombo Sri Lanka (1er gr. 1) Kazakhstan (1er gr. 2) Inde (2e gr. 1) Maldives (3e gr. 1) |

### Asie de l’Est
|  | Demi-finales   | Demi-finales |                        |   | Finale | Finale |
|  | Demi-finales   | Demi-finales |                        |   | Finale | Finale |
|  |                |              |                        |   |        |        |
|  |                |              |                        |   |        |        |
|  |                |              |                        |   |        |        |
|  | Chine          | 3            |                        |   |        |        |
|  | Chine          | 3            |                        |   |        |        |
|  | Taipei chinois | 1            |                        |   |        |        |
|  | Taipei chinois | 1            | Chine                  | 2 |        |        |
|  |                |              | Chine                  | 2 |        |        |
|  |                | Japon        | 0                      |   |        |        |
|  | Japon          | Japon        | 0                      | 2 |        |        |
|  | Japon          |              |                        | 2 |        |        |
|  | Hong Kong      | 0            |                        |   |        |        |
|  | Hong Kong      | 0            | Match pour la 3e place |   |        |        |
|  |                |              |                        |   |        |        |
|  |                |              |                        |   |        |        |
|  |                |              |                        |   |        |        |
|  | Taipei chinois | 3            |                        |   |        |        |
|  | Taipei chinois | 3            |                        |   |        |        |
|  | Hong Kong      | 1            |                        |   |        |        |
|  | Hong Kong      | 1            |                        |   |        |        |

### Asie du Sud-Est
|  | Demi-finales | Demi-finales |                        |   | Finale | Finale |
|  | Demi-finales | Demi-finales |                        |   | Finale | Finale |
|  |              |              |                        |   |        |        |
|  |              |              |                        |   |        |        |
|  |              |              |                        |   |        |        |
|  | Thaïlande    | 4            |                        |   |        |        |
|  | Thaïlande    | 4            |                        |   |        |        |
|  | Indonésie    | 0            |                        |   |        |        |
|  | Indonésie    | 0            | Thaïlande              | 4 |        |        |
|  |              |              | Thaïlande              | 4 |        |        |
|  |              | Viêt Nam     | 0                      |   |        |        |
|  | Malaisie     | Viêt Nam     | 0                      | 1 |        |        |
|  | Malaisie     |              |                        | 1 |        |        |
|  | Viêt Nam     | 3            |                        |   |        |        |
|  | Viêt Nam     | 3            | Match pour la 3e place |   |        |        |
|  |              |              |                        |   |        |        |
|  |              |              |                        |   |        |        |
|  |              |              |                        |   |        |        |
|  | Indonésie    | 3            |                        |   |        |        |
|  | Indonésie    | 3            |                        |   |        |        |
|  | Malaisie     | 2            |                        |   |        |        |
|  | Malaisie     | 2            |                        |   |        |        |

### Océanie
|  | Quarts de finale       | Quarts de finale |                  |                        | Demi-finales | Demi-finales |  |  | Finale | Finale |
|  | Quarts de finale       | Quarts de finale |                  |                        | Demi-finales | Demi-finales |  |  | Finale | Finale |
|  |                        |                  |                  |                        |              |              |  |  |        |        |
|  |                        |                  |                  |                        |              |              |  |  |        |        |
|  |                        |                  |                  |                        |              |              |  |  |        |        |
|  | Australie              | 4                |                  |                        |              |              |  |  |        |        |
|  | Australie              | 4                | Fidji            | 2                      |              |              |  |  |        |        |
|  | Samoa                  | 0                | Fidji            | 2                      |              |              |  |  |        |        |
|  | Samoa                  | 0                | Samoa            | 3                      |              |              |  |  |        |        |
|  |                        |                  | Samoa            | 3                      | Australie    | 4            |  |  |        |        |
|  |                        |                  |                  |                        | Australie    | 4            |  |  |        |        |
|  |                        | Vanuatu          | 0                |                        |              |              |  |  |        |        |
|  | Vanuatu                | Vanuatu          | 0                | -                      |              |              |  |  |        |        |
|  | Vanuatu                | Vanuatu          | 4                | -                      |              |              |  |  |        |        |
|  | bye                    | Vanuatu          | 4                | -                      |              |              |  |  |        |        |
|  | bye                    | Nouvelle-Zélande | 0                | -                      |              |              |  |  |        |        |
|  |                        | Nouvelle-Zélande | 0                | Match pour la 3e place |              |              |  |  |        |        |
|  | Match pour la 5e place |                  |                  |                        |              |              |  |  |        |        |
|  |                        |                  |                  |                        |              |              |  |  |        |        |
|  |                        |                  |                  |                        |              |              |  |  |        |        |
|  | Fidji                  | -                | Samoa            | 0                      |              |              |  |  |        |        |
|  | Fidji                  | -                | Samoa            | 0                      |              |              |  |  |        |        |
|  | bye                    | -                | Nouvelle-Zélande | 4                      |              |              |  |  |        |        |
|  | bye                    | -                | Nouvelle-Zélande | 4                      |              |              |  |  |        |        |

La Papouasie-Nouvelle-Guinée n'a pas participé au tournoi.

### Asie centrale
|  | Demi-finales | Demi-finales |                        |   | Finale | Finale |
|  | Demi-finales | Demi-finales |                        |   | Finale | Finale |
|  |              |              |                        |   |        |        |
|  |              |              |                        |   |        |        |
|  |              |              |                        |   |        |        |
|  | Sri Lanka    | 4            |                        |   |        |        |
|  | Sri Lanka    | 4            |                        |   |        |        |
|  | Maldives     | 0            |                        |   |        |        |
|  | Maldives     | 0            | Sri Lanka              | 1 |        |        |
|  |              |              | Sri Lanka              | 1 |        |        |
|  |              | Kazakhstan   | 3                      |   |        |        |
|  | Kazakhstan   | Kazakhstan   | 3                      | 4 |        |        |
|  | Kazakhstan   |              |                        | 4 |        |        |
|  | Inde         | 0            |                        |   |        |        |
|  | Inde         | 0            | Match pour la 3e place |   |        |        |
|  |              |              |                        |   |        |        |
|  |              |              |                        |   |        |        |
|  |              |              |                        |   |        |        |
|  | Maldives     | 1            |                        |   |        |        |
|  | Maldives     | 1            |                        |   |        |        |
|  | Inde         | 3            |                        |   |        |        |
|  | Inde         | 3            |                        |   |        |        |

## Finale continentale

### Équipes participantes
- Chine (1er Est / Organisateur)
- Japon (2e Est)
- Taipei chinois (3e Est)
- Thaïlande (1er Sud-Est)
- Viêt Nam (2e Sud-Est)
- Indonésie (3e Sud-Est)
- Australie (1er Océanie)
- Vanuatu (2e Océanie)
- Nouvelle-Zélande (3e Océanie)
- Kazakhstan (1er Centre)
- Sri Lanka (2e Centre)
- Inde (3e Centre)